# 亚特兰蒂斯联合王国
亚特兰蒂斯联合王国，是由几个国际骗子于2004年1-3月编造的國家，据称在南太平洋地区。

## 事件
2004年1月，该國官员秘密进入南太平洋国家帕劳并与该国政府有正式接触，并向帕劳政府宣称在海外（例如中国有水利及工业园工程）投资，并提出希望与帕劳政府联合开发，借此希望帕劳政府提供国家担保以获得国际银行贷款。

### 败露
因为涉及帕劳重大经济问题，因此帕劳政府向周边国家咨询确认而识破该国骗局，并最终被国际媒体知晓。

## 影响
该事件被发现后立即通过各种媒体（以网络为主）被大多数各国民众所知，并成为2004年一大国际玩笑。

## 外链
- www.ukacrown.com （已封閉）為該國官方網站

1. ↑  Radio NZ: Palau warns about scammers after it was offered millions  （页面存档备份，存于）
2. ↑  Radio NZ: Palau warns about scammers after it was offered millions  （页面存档备份，存于）.